# Épisodes d'Allegiance
Cet article présente le guide des épisodes de la série télévisée américaine Allegiance.

## Généralités
- Le 6 mai 2014, le réseau NBC annonce officiellement après le visionnage du pilote, la commande du projet de série[1],[2].
- Aux États-Unis, les cinq premiers épisodes ont été diffusés du 5 février 2015 au 5 mars 2015 sur le réseau NBC, puis relégué sur le service de vidéos à la demande Hulu, à la suite d'audiences décevantes sur NBC.

## Distribution

### Acteurs principaux
- Hope Davis (VF : Alexia Lunel) : Katya O'Connor
- Scott Cohen : Mark O'Connor
- Margarita Levieva : Natalie O'Connor
- Gavin Stenhouse : Alex O'Connor
- Alexandra Peters : Sarah O'Connor
- Morgan Spector : Victor Dobrynin
- Kenneth Choi (VF : Thierry Kazazian) : Sam Luttrell

### Acteurs récurrents
- Annie Ilonzeh : Julia Marcus
- Robert John Burke (VF : Guillaume Orsat) : Agent Spécial Brock
- Floriana Lima : Agent Spécial Michelle Prado
- Fred Dalton Thompson (VF : Vincent Grass) : Directeur du FBI

## Épisodes

### Épisode 1:Secrets de famille
- États-Unis : 5 février 2015 sur NBC[3]
- Québec : 25 août 2015 sur AddikTV[4]
- Suisse : 23 février 2018 sur RTS Deux[5].

- États-Unis : 4,98 millions de téléspectateurs[6] (première diffusion)

### Épisode 2:Esprits d'équipes
- États-Unis : 12 février 2015 sur NBC
- Québec : 1er septembre 2015 sur AddikTV
- Suisse : 23 février 2018 sur RTS Deux

- États-Unis : 3,65 millions de téléspectateurs[7] (première diffusion)

### Épisode 3:Opération clandestine
- États-Unis : 19 février 2015 sur NBC
- Québec : 8 septembre 2015 sur AddikTV
- Suisse : 2 mars 2018 sur RTS Deux

- États-Unis : 3,32 millions de téléspectateurs[8] (première diffusion)

### Épisode 4:Intime conviction
- États-Unis : 26 février 2015 sur NBC
- Québec : 15 septembre 2015 sur AddikTV
- Suisse : 2 mars 2018 sur RTS Deux

- États-Unis : 3,53 millions de téléspectateurs[9] (première diffusion)

### Épisode 5:Le jour où tout bascule
- États-Unis : 5 mars 2015 sur NBC
- Québec : 22 septembre 2015 sur AddikTV
- Suisse : 9 mars 2018 sur RTS Deux

- États-Unis : 3,28 millions de téléspectateurs[10] (première diffusion)

### Épisode 6:Mensonges à rallonges
- États-Unis : 12 mars 2015 sur Hulu[11]
- Québec : 29 septembre 2015 sur AddikTV
- Suisse : 9 mars 2018 sur RTS Deux

### Épisode 7:En terre étrangère
- États-Unis : 19 mars 2015 sur Hulu
- Québec : 6 octobre 2015 sur AddikTV
- Suisse : 16 mars 2018 sur RTS Deux

### Épisode 8:La taupe refait surface
- États-Unis : 26 mars 2015 sur Hulu
- Québec : 13 octobre 2015 sur AddikTV
- Suisse : 16 mars 2018 sur RTS Deux

### Épisode 9:Sans laisser aucune trace
- États-Unis : 2 avril 2015 sur Hulu
- Québec : 20 octobre 2015 sur AddikTV
- Suisse : 30 mars 2018 sur RTS Deux

### Épisode 10:Mourir pour Survivre
- États-Unis : 9 avril 2015 sur Hulu
- Québec : 27 octobre 2015 sur AddikTV
- Suisse : 30 mars 2018 sur RTS Deux

### Épisode 11:Chasse aux Traîtres
- États-Unis : 16 avril 2015 sur Hulu
- Québec : 3 novembre 2015 sur AddikTV
- Suisse : 6 avril 2018 sur RTS Deux

### Épisode 12:Ne se fier à personne
- États-Unis : 23 avril 2015 sur Hulu
- Québec : 10 novembre 2015 sur AddikTV
- Suisse : 6 avril 2018 sur RTS Deux

### Épisode 13:Ensemble à jamais
- États-Unis : 30 avril 2015 sur Hulu
- Québec : 17 novembre 2015 sur AddikTV
- Suisse : 6 avril 2018 sur RTS Un